# Zajarki
Zajarki su umjetno jezero u Hrvatskoj. Nalazi se u Zagrebačkoj županiji, u blizini grada Zaprešića. Površina iznosi 40 hektara. Jezero je poznato kao mjesto za ribolov; ovdje žive šarani, amuri, štuke, klenovi, grgeči, smuđi i patuljasti somići. U jezeru nalazi se otočić.